# Naja Abelsen
Naja Abelsen (født 25. april 1964 i Brønderslev) er en dansk-grønlandsk billedkunstner, tegner og illustrator.
Hun voksede op i Frederikssund og boede fra 1971 til 1980 i Qaqortoq, Grønland og siden i Danmark. Fra 2010 i Ærøskøbing på Ærø, hvor hun har sit eget atelier og galleri på Vestergade 74. 
Hendes forældre er Kirsten Abelsen, født Fokdal, 1942 og Ado Abelsen, født 1935, død 1986. Med en dansk mor og grønlandsk far er hun inspireret af både dansk og grønlandsk kultur.
1985 var hun elev på Kunsthøjskolen i Holbæk, og fra 1987 til 1989 elev på Billedskolen på Jagtvej, København. Fra 1990 til 1996 blev hun uddannet på Danmarks Designskole.
En stor del af hendes kunst er inspireret af grønlandske myter og sagn. Flere af hendes værker forestiller variationer af sjælelige billeder og følelser iblandet natur, dyr, mennesker og drømmeagtige billeder. Ofte er levende væsner, mytologi, den gamle grønlandske shamanisme, kærlighed og dans repræsenteret i hendes kunst. Naja Abelsen henter blandt andet sin inspiration fra mytens kraft og omsætter det til tegninger på papir. 
Hun er endvidere aktiv med design af logoer og frimærker, illustration af børne- og lærebøger og lyriske arbejder i en naturalistisk stil. Hun har blandt andet illustreret bøgerne ”Slædehundenes suk” samt Knud Rasmussens, "Myter og Sagn fra Grønland i udvalg af Jørn Riel". Desuden har hun tegnet 21 frimærker for Post Greenland fra 1993 til 2020. Frimærket „Sårbare Dyrearter" blev 2013 valgt som årets grønlandske frimærke. 2014 tegnede hun det grønlandske julemærke. Hun har arbejdet som grafiker og lavet en stor vægudsmykning. Udstillingsstederne spænder fra Ilulissat Kunstmuseum i Grønland over Knud Rasmussens Hus i Hundested, til The National Museum of Natural History i Washington, USA samt en hel række kunsthaller, gallerier og kulturhuse gennem tiden. Fra 1. april til den 23. oktober 2016 udstillede hun på Søbygård på Ærø med tegning, maleri, fotos, skulpturer og kunsthåndværk.

## Udstillinger
- Grønlands Kulturhus (Katuaq), Nuuk. nov.-dec., 2017
- Bramming Egnsmuseum "Under Himlens Hvælv", separat. 1. juni-31. august 2017
- Vejle Kunstforening. 25. marts - maj 2017
- Søbygaard separat udstilling. maj-oktober 2016
- Ærø Museum: Grønlandske Glughuller på Ærø, separat sommerudstilling.  2011.
- Knud Rasmussens hus, Hundested: "Under Himlens Hvælv", Separat. ½-års udstilling 2011.
- Ilulissat Kunstmuseum, separat. 2010.
- Helsinge Kulturhus, "Hvoraf denne Indre Glæde", separat, maj-juni 2009
- Katuaq, Nuuk, den store sommerudstilling, "Menneskegrunden", 2006
- Qaqortoq Museum, Dec. 1998 - Jan. 1999.
- Narsaq Museum. 1999
- Blicheregnens Museum. 1999.
- Nuuk: Katuaq; Nordisk Kulturhus 1999

## Legater og fonde
- Studierejse til Qaqortoq, legat fra Tegnerforbundet af 1919s fond for VISDA-midler. 2024
- Vandt Det grønlandske ' julemærkes konkurrence om årets julemærke 2014
- Tilskud til udstilling på Ilulissat Kunstmuseum. 2010
- Den grønlandske Julemærkefond - Juullip Nipitittagaa
- Billedhuggeren, professor Gottfred Eickhoff og Hustru, Maleren Gerda Eickhoffs Fond
- Augustinus Fonden 2010.
- Lions Club Ilulissat, 2010.
- Statens Kunstfond, arbejdslegat, 2007, og 2003
- Augustinus Fonden 2006, udstillingslegat
- Marie og Victor Haagen-Müllers Fond 2002
- Statens Igangsætterstipendie 2000-2001
- Georg Harms Fond til minde om den franske maler Georges Bouissets kunstneriske værker 2000
- Den Danske Banks Fond 1998
- Svend Grams Mindelegat 1997
- Harlang & Toksvig Fondens Rejselegat 1996
- Danske Lions Clubbers Grønlandsfond 1990